# Adolf Ferdinand Svanberg
Adolf Ferdinand Svanberg, född 23 oktober 1806 i Stockholm, död där 27 september 1857, var en svensk fysiker. Han var son till Jöns Svanberg och bror till Lars Fredrik Svanberg.
Svanberg blev student vid Uppsala universitet 1819 och filosofie kandidat 1826 samt promoverades till filosofie magister 1827. År 1828 utnämndes han till docent i matematik, 1835 till lärare i mekanik och matematik vid Högre artilleriläroverket på Marieberg och 1841 till professor i fysik och mekanik i Uppsala. 
Svanbergs föreläsningar var i allmänhet mycket besökta och lärorika, bland annat genom de många experiment han  företog. Svanberg kan anses som den förste konstruktören av bolometern, även om den i hans hand stannade på ett tämligen primitivt stadium.  Åren 1840, 1846 och 1847 gjorde han vetenskapliga studieresor i utlandet. År 1855 begärde han tjänstledighet efter ett slaganfall eller en hjärnblödning. 
Av Svanberg finns en mängd matematiska uppsatser liksom fysikaliska undersökningar, bland annat om fluidas rörelse och om termoelektriciteten. Bland de senare märks Expériences sur le pouvoir thermo-électrique du bismuth et de l'antimoine cristallisés (1851). Han publicerades i Vetenskapsakademiens Handlingar och i utländska vetenskapliga tidskrifter.
Han blev ledamot av Vetenskapsakademien 1831, Vetenskapssocieteten i Uppsala 1832 och Fysiografiska sällskapet i Lund 1834 liksom av utländska sällskap.
Svanberg var gift med majorsdottern Lotten Ihre.